# الحزب الديمقراطي (تايلاند)
الحزب الديمقراطي (بالتايلندية:พรรคประชาธิปัตย์) هو أحد الأحزاب التايلاندية وأقدم حزب سياسي تايلاندي والحزب الديمقراطي فاز بأكبر عدد من المقاعد في البرلمان في عام 1976، 1948، و1992؛ ومع ذلك فإنه لم يفز بأغلبية مطلقة في البرلمان. يعرف عن الحزب تحالفه الوثيق مع الجيش التايلاندي وبعض أقطاب الأسرة الحاكمة. وتتركز قواعد الحزب في جنوب تايلاند وبانكوك وحصل مرشحو الحزب الديمقراطي ثلاث مرات على منصب محافظ بانكوك.

## وصلات خارجية
- الموقع الرسمي للحزب  (بالتايلندية)